# Heliocopris neptunus
Heliocopris neptunus là một loài bọ cánh cứng trong họ Bọ hung (Scarabaeidae).